# Константин I Асен Тих
Константин I Асен (буг. Константин I Асен) је био бугарски цар од 1257. до 1277. године. Владавина Константина I Асена Тиха поклопила се са периодом унутрашњих немира и непријатељским најездама.
Константин I је син племића из Скопља, са именом Тихомир, ожењеног ћерком српског великог жупана Стефана Немање. Био је ожењен три пута, с тим што име прве супруге као и деце са њом нису познати.
Константин Тих (буг. Константин Тих) је био цар Бугарске од 1257. до 1277. године, збацио је са престола цара Мица Асена. Он је владао Бугарским царством у време када је оближње Византијско царство било раздељено на неколико држава. Да би ојачао свој положај, склопио је савез са једном од највећих држава — Никејом — оженивши се Ирином, ћерком цара Теодора II из угледне династије Ласкарис.
На почетку његове владавине, његова војска је извршила инвазију на Северин, Угарску, што је разбеснело краља Белу IV; ово је навело мађарске трупе да заузму Видин, важан град бугарског царства, а такође су Мађари започели поход на Доње Подунавље, остављајући северозападну Бугарску бану Ростиславу Михајловичу (Белином зету), који је претходних година претендовао на Бугарски престо.
Када је цар Михаило VIII преузео трон Византијског царства (што је навело цара Константина I да уђе у рат са њима 1260-их), Бугарска је изгубила значајне територије од своја два главна непријатеља, Византије и Угарске. Касније, када су Татари почели да нападају Византинце, цар Константин I им се придружио у јединственом нападу, али није успео да зароби цара Михаила VIII.
Након што је млади краљ Стефан изашао као победник у мађарском грађанском рату, поново је почео да напада Бугарску и поразио је Константинову војску. Он је опљачкао Трново и заузео тврђаве на Дунаву средином и крајем 1260-их. Касније је цар Константин I задобио повреду и био је парализован од струка надоле. Парализовани цар Константин I није успео да спречи Ногајску Хорду да опљачка Бугарску. Даље погоршавајући његову ситуацију, други део његове владавине је доживео економску нестабилност и његово неуспело гушење побуне је окончало његов живот.

## Порекло
О пореклу Константина Тиха доста је расправљано у историографији. Извори о овом питању су малобројни. У повељи манастиру Светог Ђорђа код Скопља, Константин помиње "Светог Симеона Немању, деду царства ми", из чега произилази да је родбински био повезан са српском владајућом династијом, односно њеним оснивачем. Георгије Пахимер пише да је Константин био "упола од Срба". Нићифор Григора и Георгије Акрополит га називају "Константином, сином Тиховим". На који начин је Константин био повезан са Немањићима није познато. У науци су изнесене бројне претпоставке. Средином 19. века, помишљало се да Константин потиче од Немањиног сина "Тохуа". Њега помиње Ансберт, немачки хроничар који је, пишући о посети Фридриха Барбаросе Стефану Немањи у Нишу, поменуо преговоре о женидби Тохуа и ћерке Бертолда од Андекса. Међутим, Константин Јиречек је установио да Немања није имао никаквог сина Тохуа, већ да је реч о Тољену, сину Немањиног брата Мирослава. Потом се прешло на разматрање Немањиних женских потомака. Помишљало се и на то да је деда Константина Тиха био Стефан Првовенчани, а не Немања.
Срђан Пириватрић одбацује повезаност Константина Тиха са Немањићима преко женске линије. На основу података из географије и сличности у именима, он повезује Константина Тиха са Немањиним братом Тихомиром. Наиме, у бици код Пантина (1168), Тихомир се, уз помоћ браће Мирослава и Страцимира, као и грчким трупама Теодора Падијата, које је браћи у помоћ послао византијски цар Манојло, сукобио са Стефаном Немањом који му је две године раније преотео власт. Тихомир је страдао у бици. Од његових потомака познат је једино Стефан Првослав, са натписа на надгробном споменику из 1220. године. У једном документу охридског архиепископа Димитрија Хоматијана из 1220. године помиње се извесни архонт Јован Тихомир у области Скопља, односно управо у оном месту одакле се претпоставља да је Тихомир и кренуо на брата 1168. године. Пириватрић такође претпоставља да је и Константин пре доласка на власт управљао облашћу око Скопља.

## Долазак на власт
О Константиновом раном животу ништа није познато. Он се у изворима јавља тек од 1257. године, када је био већ у зрелим годинама. Након убиства цара Михаила II Асена (1256) и убиства цара Калимана (1257), није више било "законитог наследника власти", односно мушког потомка Асенове лозе, па је "Тихов син Константин", кандидат групе бугарских бољара, успео да буде устоличен у Трнову за цара, потиснувши супарника цара Мица Асена. Како би стекао легитимитет, Константин се развео од супруге, чије име није познато, и оженио се Ирином Ласкарис, ћерком никејског цара Теодора II и унуком цара Јована Асена II. Тако је своме имену додао презиме "Асен". Све се то догодило у другој половини 1257. или почетком 1258. године.

## Владавина
Да би осигурао своју позицију владара, цар Константин I је прихватио презиме Асен и оженио је Ирину Никејску, ћерку цара Теодора II Ласкариса и Јелене Бугарске, ћерке цара Јована Асена II.
Од 1259. до 1261. године, цар Константин I је био у сукобу са Угарском коју је предводио краљ Бела IV. Почетни мађарски упад 1259. године, довео је до тога да је цар Константин I следеће године повратио Северин. Под вођством будућег краља Стефана V Мађари су успели да узму поново Северин а онда Видин и Лом 1261. године. Бугари су повратили ове градове под вођством руског деспота Јакова Светослава, коме је уступљена видинска област, важна веза између Бугарске и Угарске.

### Сукоб са Мађарском
Бан Ростислав Михајлович је упао у Бугарску уз помоћ Мађара 1259. године. Следеће године, бан Ростислав је напустио своју бановину да би се придружио походу свог таста, краља Беле IV од Мађарске, против Чешке. Искористивши Ростиславово одсуство, цар Константин I је провалио у његову бановину и поново заузео Видин. Такође је послао војску да нападне Северинску бановину, али је мађарски командант Лоренс одбио напад.
Бугарска инвазија на Северин разбеснела је краља Белу IV. Убрзо након што је закључио мировни уговор са краљем Отакаром II Чешким у марту 1261. године, мађарске трупе су улетеле у Бугарску под командом сина и наследника краља Беле IV, војводе Стефана. Они су заузели Видин и опсели Лом на Доњем Дунаву, али нису успели да уведу цара Константина I Тиха у окршај, јер се он повукао у Трново. Угарска војска је напустила Бугарску пре краја године, али је у походу повратила северозападну Бугарску бану Ростиславу.

## Сукоб са Византијом
Године 1263. Византинци су упали у Тракију, заузели Филипопољ и кренули су ка Софији, али су их потисли Угри. У очајању, цар Константин I је склопио савез са монголском Златном хордом из јужне Русије. Удруженим снагама продрли су скоро до самог Константинопоља 1264. године. Међутим, када су се Татари повукли с пленом, цар Константин I Тих је био принуђен да се повуче празних руку.
После смрти његове супруге царице Ирине Ласкарис 1268. године, цар Константин I Асен Тих је покушао да се помири са царем Михајлом VIII Палеологом, оженивши се његовом рођаком Маријом Кантакузин 1269. године. Међутим, свађе око обећаног мираза, града Несебара, нису довели до побољшања односа. Бугарска је ушла у савез са краљем Карлом I Анжујским, који је планирао кампању против Византије са циљем обнове Латинског царства.
Цар Михајло VIII је узвратио, удавши ћерку Еуфросину, за Ногаја кана Златне хорде, која је опљачкала Бугарску 1274. године. Такође је присуствовао Другом лионском концилу на коме је покушао уједињење цркава, чиме је распламсан сукоб са Бугарском која се противила уједињењу.
У последњим годинама владавине, цар Константин I је био делимично парализован након пада са коња. Власт је била у рукама царице Марије Кантакузин, која је прогласила њиховог сина Михајла Асена II за савладара убрзо након његовог рођења 1272. године. Царица Марија је током осме деценије 13. века интензивно радила на односима са Византијом, а најпре је покушала а затим и успела да отрује кнеза Јакова Светослава 1276. године.
Због скупих и неуспешних ратова, поновних монголских упада и економске нестабилности, избила је побуна 1277. године. Вођа побуне је био Ивајло, а цар Константин I Асен Тих је био поражен и убијен.

### Рат са Византијским царством
Константиновог малолетног шурака, цара Јована IV Ласкариса, пред крај 1261. године, свргнуо је и ослепео његов некадашњи старатељ и савладар цар Михаило VIII Палеолог. Војска цара Михаила VIII је већ у јулу заузела Цариград, па је превратом постао једини владар обновљеног Византијског царства. Обнова Византијског царства променила је традиционалне односе између сила Балканског полуострва. Штавише, Константинова жена је одлучила да се освети за сакаћење свог брата и убедила је цара Константина I да се окрене против цара Михаила VIII.
Бивши цар Мицо Асен, који је још увек држао југоисточну Бугарску, склопио је савез са Византинцима, али је цару Константину I Тиху био лојалан други моћни племић, деспот Јаков Светослав, који је преузео контролу над југозападном области. Користећи рат између Византијског царства, Млетачке републике, кнежевине Ахаје и Епирске деспотовине, цар Константин I Асен Тих је у јесен 1262. године упао у Тракију и заузео Станимаку и Филипопољ (данас Асеновград и Пловдив у Бугарској). Мицо је такође био приморан да побегне у Месембрију (сада Несебар у Бугарској). Након што је цар Константин I опсео град, Мицо Асен је затражио помоћ од Византинаца, нудећи  да им преда Месембрију у замену за земљишне поседе у Византијском царству. Цар Михаило VIII је прихватио понуду и послао Михаила Главаса Тарханиота да помогне Мицу 1263. године.
Друга византијска војска упала је у Тракију и поново заузела Станимаку и Филипопољ. Након што је заузео Месемврију од Мица, Михаило Главас Тарханијот је наставио свој поход дуж Црног мора и заузео Агатопољ, Созопољ и Анхиал (данас Ахтопољ, Созопољ и Поморије у Бугарској). У међувремену, византијска флота је преузела контролу над Вићином и другим лукама на делти Дунава. Михаило Главас Тарханиот је напао деспота Јакова Светослава који је могао да се одупре само уз помоћ Мађара, па је прихватио врховну власт краља Беле IV.
Као последица рата са Византинцима, до краја 1263. године, Бугарска је изгубила значајне територије од своја два главна непријатеља, Византијског царства и Угарске.  Цар Константин I је могао само да тражи помоћ од Татара Златне Хорде да оконча своју изолацију. Татарски канови су скоро две деценије били господари бугарских монарха, иако је њихова власт била само формална. Некадашњи румски султан Кејкавус II, који је био затворен по наређењу цара Михаила VIII, такође је желео да поврати свој престо уз помоћ Татара. Један од његових ујака је био истакнути вођа Златне Хорде и слао му је поруке да убеди Татаре да уз бугарску помоћ упадну у Византијско царство. Према византијском историчару Нићифору Григори, султан Кејкавус II је такође пришао цару Константину I Тиху, нудећи му много новца ако дође да га ослободи.
Хиљаде Татара су прешле залеђени Доњи Дунав да би извршиле инвазију на Византијско царство крајем 1264. године. Убрзо им се придружио и цар Константин I Асен Тих, иако је пао са коња и сломио ногу. Уједињене татарске и бугарске војске су изненадно кренуле у напад на цара Михаила VIII који се враћао из Тесалије у Цариград, али нису успеле да заробе цара. Цар Константин I је опседао византијску тврђаву Аинос (данас Енез у Турској), принудивши браниоце да се предају. Византинци су такође пристали да ослободе султана Кејкавуса II (који је убрзо отишао у Златну Хорду), али је његова породица остала затворена и након тога.

### Распад
Константинов савез са Татарима учврстио је његову позицију. Деспот Јаков Светослав је поново преузео своју област. Искористивши грађански рат у Угарској, деспот Јаков Светослав је упао и у Северинску бановину. Угарски грађански рат завршио се поделом земље између краљ Беле IV и његовог сина и наследника младог краља Стефана у марту 1266. године. Млади краљ Стефан је покренуо војни поход на Бугарску и у јуну заузео Видин. Цар Константин I је покушао да пружи отпор, али су Мађари поразили његову војску и опљачкали Трновску област. Мађари су заузели Плевен и друге тврђаве на Дунаву и натерали деспота Јакова Светослава да поново постане вазал младог краља Стефана. Након тога, деспот Јаков Светослав је у угарским краљевским повељама означен као „цар Бугарске“.
Краљ Карло I Анжујски и цар Балдуин II, развлашћени латински цар Цариграда, склопили су савез против Византијског царства 1267. године. Да би спречио Бугарску да се придружи антивизантијској коалицији, цар Михаило VIII је 1268. године, понудио своју сестричину Марију Палеологину Кантакузину, цару Константину I Тиху, након што му је умрла прва супруга царица Ирина Ласкарис. Цар се такође обавезао да ће Бугарској вратити Месембрију и Анхиал као њен мираз ако роди сина. Цар Константин I Асен Тих се оженио Маријом, али је цар Михаило VIII прекршио обећање и није се одрекао два града након рођења Константиновог и Маријиног сина Михаила. Огорчен царевом издајом, цар Константин I Тих је септембра 1271. послао изасланике краљу Карлу I у Напуљ. Преговори су настављени током наредних година, показујући да је цар Константин I био спреман да подржи краља Карла I против Византинаца.
Цар Константин I је провалио у Тракију 1271. или 1272. године, али је цар Михаило VIII убедио кана Ногаја, доминантну фигуру на најзападнијој територији Златне Хорде, да нападне Бугарску. Татари су опљачкали земљу, присиљавајући цара Константина I Тиха да се врати и одустане од претензија на та два града. Кан Ногај је подигао своју престоницу у Исакији близу делте Дунава, тако да је лако могао да нападне Бугарску.
Цар Константин I Асен Тих је био тешко повређен после несреће при јахању и није могао да се креће без помоћи, јер је био парализован од струка надоле. Његова амбициозна супруга преузела је контролу над земљом. Након што су изасланици цара Михаила VIII прихватили предлог папе Гргура X за црквену унију на Другом Лионском сабору у лето 1274, она је постала један од водећих противника уније. Чак је покушала да убеди султана Бајбарса I, мамелучког султана Египта, да нападне Византијско царство. Царица Марија је такође била решена да обезбеди престо свом сину. Деспот Јаков Светослав је, међутим, имао јаке претензије да наследи цара Константина I, јер је његова жена била унука цара Јована Асена II Бугарског. Царица Марија је прво усвојила деспота Јакова Светослава да би га убедила да призна право њеног сина на престо, али је касније наредила да га отрују. Такође је наредио да се ухвате или погубе други племићи, због чега је Константинова владавина постала непопуларна.
Парализовани цар Константин I није могао спречити Ногајеве Татаре да врше редовне пљачкашке нападе на Бугарску. Локално становништво области које су биле најизложеније татарским нападима морали су да организују одбрану без монархове подршке.
Због скупих и неуспешних ратова, поновљених монголских напада и економске нестабилности (цар Константин I Тих је био први бугарски владар који је ковао сопствени новац у огромним размерама), владар је био суочен са побуном 1277. године. Друштвене и економске аспекте овог покрета наглашавали су марксистички историчари, али је његов прави карактер неухватљив. Оно што је јасно јесте да је свињар по имену Ивајло постао вођа незадовољних и привукао многе (вероватно углавном ниже класе) следбенике, потврђујући своју контролу над значајним подручјем. Цар Константин I Асен Тих је са својом гардом кренуо на Ивајла, али је одлучно поражен и убијен у својим колима.

## Породица
Цар Константин I Асен Тих је био ожењен три пута. Имена његове прве жене и деце нису позната. Са својом другом женом, царицом Ирином Никејском, цар Константин I Тих није имао деце. Са својом трећом женом, царицом Маријом Кантакузин Палеолог, имао је сина Михаила, који је владао као цар - савладар Бугарске 1277–1279. године.

### Примарни извори
- George Akropolites: The History (Translated with and Introduction and Commentary by Ruth Macrides) . . Oxford University Press. 2007. ISBN 978-0-19-921067-1. Недостаје или је празан параметар |title= (помоћ)

### Секундарни извори
- Андреев (Andreev), Йордан (Jordan); Лалков (Lalkov), Милчо (Milcho) (1996). Българските ханове и царе (The Bulgarian Khans and Tsars) (in Bulgarian). Велико Търново (Veliko Tarnovo): Абагар (Abagar). Андреев, Йордан; Лалков, Милчо (1996). Българските ханове и царе: от хан Кубрат до цар Борис III : исторически справочник. Абагар. ISBN 954-427-216-X.
- Ангелов (Angelov), Димитър (Dimitar); Божилов (Bozhilov), Иван (Ivan); Ваклинов (Vaklinov), Станчо (Stancho); Гюзелев (Gyuzelev), Васил (Vasil); Куев (Kuev), Кую (kuyu); Петров (Petrov), Петър (Petar); Примов (Primov), Борислав (Borislav); Тъпкова (Tapkova), Василка (Vasilka); Цанокова (Tsankova), Геновева (Genoveva) (1981). История на България. Том II. Първа българска държава [History of Bulgaria. Volume II. First Bulgarian State] (in Bulgarian). и колектив. София (Sofia): Издателство на БАН (Bulgarian Academy of Sciences Press).
- Fine, John V. A. (1994). The Late Medieval Balkans: A Critical Survey from the Late Twelfth Century to the Ottoman Conquest. The University of Michigan Press. ISBN 0-472-08260-4.
- Madgearu, Alexandru (2017). The Asanids: The Political and Military History of the Second Bulgarian Empire (1185-1280). BRILL. ISBN 978-9-004-32501-2.
- Nicol, Donald M. (1993). The Last Centuries of Byzantium, 1261–1453. Cambridge University Press. ISBN 0-521-43384-3.
- Pirivatrić, Srđan (2011). „The Boyana Church Portraits: Contribution to the Prosopography of Sebastokrator Kaloyan”.  Ур.: Penkova, Bisserka. Боянската църква между Изтока и Запада в изкуството на християнска Европа [The Boyana Church between East and West in the Art of Christian Europe]. Нац. исторически музей. стр. 14—35. ISBN 978-954-91259-7-9.
- Treadgold, Warren (1997). A History of the Byzantine State and Society. Stanford University Press. ISBN 0-8047-2630-2.
- Vásáry, István (24. 3. 2005). Cumans and Tatars: Oriental Military in the Pre-Ottoman Balkans, 1185-1365. Cambridge University Press. ISBN 0-521-83756-1..